# Redressement synchrone
Le redressement synchrone (parfois rectification synchrone, mais c'est un anglicisme), est une technique utilisée en électronique de puissance afin d'augmenter le rendement, entre autres, des alimentations à découpage. Elle consiste à connecter en parallèle une diode et un transistor (en général un MOSFET) à un endroit où l'on utilise généralement une diode seule. Quand la diode est bloquée, le transistor est ouvert. Quand la diode est passante, le transistor est fermé afin de diminuer la chute de tension limitant ainsi les pertes par effet Joule.

## Applications

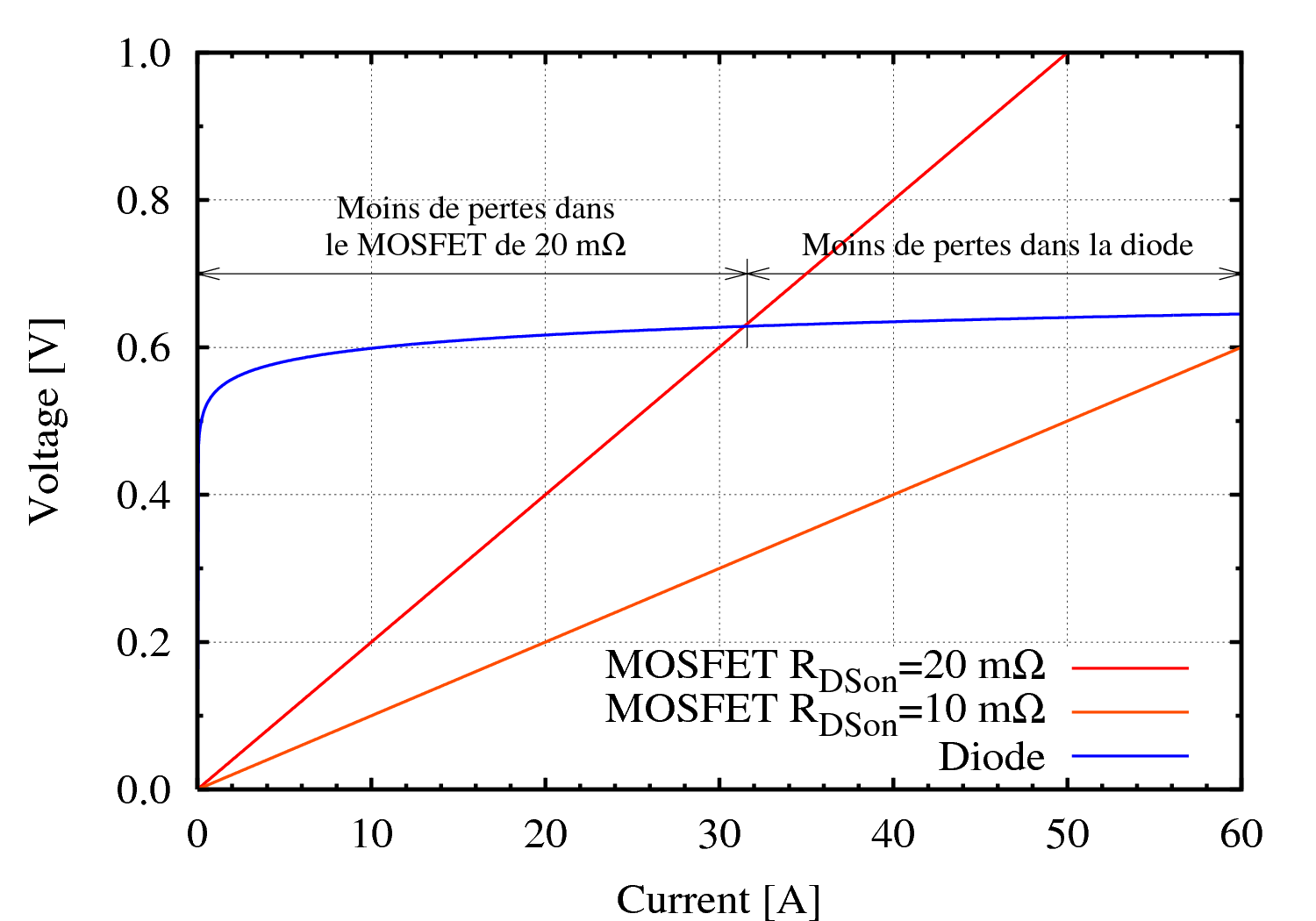
Tension aux bornes d'une diode et d'un MOSFET. Pour les faibles courants, la nature résistive du MOSFET génère moins de pertes que la diode qui possède une chute de tension élevée, même pour de faibles courants. Mettre deux MOSFET en parallèle réduit encore les pertes (courbe orange) alors que mettre des diodes en parallèle n'amenuisera pas la chute de tension.

Dans les convertisseurs de faible tension (de l'ordre de 10 volts ou moins), la chute de tension aux bornes de la diode (0,6 volts pour une diode classique) a un effet non négligeable sur le rendement. Une solution classique consiste à utiliser une diode Schottky, qui possède une tension de seuil très faible (de l'ordre de 0,3 volts). Cependant, pour les convertisseurs très basse tension, comme les convertisseurs Buck alimentant les processeurs d'ordinateur (leur tension de sortie est de l'ordre du volt), cette solution n'est pas satisfaisante.
D'un autre côté, les transistors utilisés dans les convertisseurs très basse tension sont généralement des MOSFET. Ces transistors se comportent comme une résistance ; en s'assurant que leur résistance est suffisamment faible (en associant plusieurs transistors en parallèle par exemple), la chute de tension à leurs bornes est virtuellement nulle. 
Un avantage supplémentaire à l'utilisation des transistors MOSFET est qu'ils possèdent une diode intrinsèque entre leur drain et leur source. Cela en fait des transistors très utiles pour le redressement synchrone, car la diode redresseuse extérieure est ainsi supprimée. Quand ils sont ouverts ils se comportent comme une diode, quand ils sont fermés ils se comportent comme une résistance limitant ainsi la perte d'énergie.